# Intentions
"Intentions" é uma canção do cantor canadense Justin Bieber com o rapper americano Quavo, gravada para o quinto álbum de estúdio de Bieber, Changes (2020). A faixa foi lançada como o segundo single em 7 de fevereiro de 2020.

## Videoclipe
O videoclipe da música foi publicado em 7 de fevereiro de 2020, em conjunto com o lançamento do single. Dirigido por Michael Ratner, o vídeo chama a atenção para mulheres em dificuldade e crianças carentes, a fim de conscientizar a associação de caridade da Alexandria House, cujo objetivo é ajudar aqueles que sofrem com a pobreza e tentar trazê-los para estabilidade.

## Apresentações ao vivo
Bieber e Quavo apresentaram Intentions ao vivo pela primeira vez em 8 de fevereiro de 2020 no Saturday Night Live. No dia 14 fevereiro de 2020, eles cantaram a música no The Tonight Show Starring Jimmy Fallon.

## Históricos de lançamentos
| Local  | Data                    | Formato(s)                 | Gravadora | Ref.   |
| ------ | ----------------------- | -------------------------- | --------- | ------ |
| Mundo  | 7 de fevereiro de 20202 | Download digital streaming | Def Jam   | [ 6 ]  |
| Itália | 14 de fevereiro de 2020 | Contemporary hit radio     | Universal | [ 14 ] |